# Gare de Pertuis
Gare de Pertuis – stacja kolejowa w Pertuis, w departamencie Vaucluse, w regionie Prowansja-Alpy-Lazurowe Wybrzeże, we Francji.
Jest stacją Société nationale des chemins de fer français (SNCF), obsługiwanym przez pociągi TER Provence-Alpes-Côte d’Azur.

## Położenie
Znajduje się na wysokości 195 m n.p.m., na 375,734 km linii Lyon – Marsylia, oraz jest stacją końcową linii z Cheval-Blanc.